# Йотам
Йотам (Йоатам) — син Уззії, цар Юдейського царства (2 Цар. 15:32-38). В. Олбрайт датує період його правління 742—735 р. до н. е., а Е. Тілє відносить час його царювання до 740—732 р. до н. е, хоча згідно з 2 Хр. 27:8 царював він 16 років, де очевидно враховане його співправління за часів його батька.

## Життєпис
На царювання Йотама припадає початок діяльності пророка Ісаї, який в цілому добре ставився до нього, вважаючи його благочестивим царем. Йотам підтримував Єрусалимський Храм з його установами і дбав про піднесення релігійно-морального стану народу. Хоча і робив він все добре в очах Бога, проте народ і далі приносив жертви божкам як і за часів його батька Уззії. При ньому виступали також пророки Осія і  Михей, які сприяли благополуччю царства.
Йотам провів вдалу військову кампанію проти Аммону. Багато зусиль він витратив на зміцнення обороноздатності країни. Зовнішньополітична ситуація була тривожною, ассирійська загроза стала реальною як ніколи. Ізраїль і Дамаське царство утворили антіассирійську коаліцію і неодмінно хотіли бачити серед своїх союзників і Юдею. Йотам категорично відмовився брати участь в коаліції, що викликало сильне роздратування  ізраїльського царя Менахема і арамейського царя Реціна (740—732 р. до н . е.,2 Цар. 15:37). За його правління підкорені Амореї платили Юдеї данину 100 талантами срібла та 10000 корців пшениці та ячменю (2 Хр. 27). Наступником Йотама став його син Ахаз.
Ім'я царя Йотама згадується також у Євангелії від Матвія, Книзі родоводу Ісуса Христа (Мт. 1:9).